# Altenburg
Altenburg (in sorabo Starohród, in italiano Altemburgo) è una città di 30 670 abitanti della Turingia, in Germania.
È il capoluogo, e il centro maggiore, del circondario dell'Altenburger Land. È sul fiume Pleiße. 
Altenburg si fregia del titolo di "Grande città di circondario".

## Storia
I resti di una fortificazione testimoniano la presenza di popolazioni slave che probabilmente diedero vita al primo nucleo abitato. La prima citazione della città in un documento dell'imperatore Ottone II risale al 976, in seguito Federico Barbarossa ne fece il centro principale della parte orientale del suo regno. Nel 1256 ottenne il titolo di città.

## Monumenti e luoghi d'interesse
- Castello, edificio imponente costituito da più ali la più interessante delle quali è quella barocca. All'interno del castello si trova la chiesa con l'interno barocco e con un notevole organo sul quale suonò anche Johann Sebastian Bach, in alcune sale del castello è ospitata una raccolta di carte da gioco.
- Lindenau-Museum, che ospita una notevole raccolta di dipinti italiani dal 1200 al 1400 raccolti da un ricco uomo politico della città

## Suddivisione
Il territorio cittadino comprende, oltre al capoluogo, le frazioni (Ortsteil) di Ehrenberg, Kosma e Zetzscha.

## Amministrazione

### Gemellaggi
Altenburg è gemellata con:
- Offenburg, dal 1988
- Olten, dal 1993
- Zlín, dal 1997